# Paul Robert Sanchez
Paul Robert Sanchez (Brooklyn, 26 de noviembre de 1946) es un sacerdote y obispo católico estadounidense. Es el obispo auxiliar emérito de Brooklyn. Fue obispo auxiliar de Brooklyn, entre 2012 a 2022.

## Biografía

### Primeros años y formación
Paul Robert nació el 26 de noviembre de 1946, en Brooklyn, borough de Nueva York, Estados Unidos.
Realizó su formación secundaria, en el St. Vincent Ferrer High School (Manhattan), al Seminario Preparatorio de la Catedral en Queens (Nueva York) y al Cathedral College of the Immaculate Conception (Douglaston).
Luego de su formación secundaria, ingresó en la Universidad de San Buenaventura, donde obtuvo la licenciatura en Artes.
Asistió al Pontificio Colegio Norteamericano (1968-1972), obteniendo la licenciatura en teología, por la Universidad Gregoriana.
Realizó una maestría en Estudios Litúrgicos, por la Universidad de Notre Dame.
Es políglota, ya que además del inglés, sabe español e italiano.

### Sacerdocio
Su ordenación sacerdotal fue el 17 de diciembre de 1971, en la basílica de San Pedro, a manos del entonces obispo auxiliar de Saginaw, James Hickey; para la diócesis de Brooklyn.
En esa misma circunscripción eclesiástica se incardinó.
Como sacerdote desempeñó los siguientes ministerios:
- Vicario parroquial de Our Lady of Mercy, en Forest Hills (1972-1975).

Fue nombrado coordinador del vicariato de la Comisión Litúrgica diocesana en enero de 1975. 
- Vicario parroquial de Saint Michael, en Flushing (1975-1987).[2]
- Miembro del Comité Internacional de Inglés, en el subcomité de Liturgia (1978-1979).
- Vicario parroquial de Saint Sebastian, en Woodside (1987-1990).

Se desempeñó como miembro del Consejo Presbiteral en enero de 1984; miembro del equipo diocesano para el Ministerio Sacerdotal, enero de 1985.
- Administrador de Saint Sebastian (1990-1991).
- Párroco de Saint Agatha, en Brooklyn (1991-2001).
- Párroco de Our Lady of Mount Carmel, en Astoria (2001-2008).[3]
- Vicario episcopal del Territorio de Queens North (2008-2009).

Fue profesor (miembro) adjunto de la facultad en la Universidad de Saint John y el Seminario de la Inmaculada Concepción, en Huntington.
El 23 de febrero de 1997, el papa Juan Pablo II lo nombró Prelado de honor de Su Santidad.

## Episcopado

### Obispo Auxiliar de Brooklyn
El 2 de mayo de 2012, el papa Benedicto XVI lo nombró Obispo Titular de Celiana y Obispo Auxiliar de Brooklyn.
Fue consagrado el 11 de julio del mismo año, en Our Lady of Angels Church, a manos del entonces Obispo de Brooklyn, Nicholas DiMarzio. Sus co-consagrantes fueron los entonces Obispos Auxiliares de Brooklyn, Frank Caggiano y Octavio Cisneros.
Como obispo auxiliar, se desempeña como párroco de Our Lady Queen of Martyrs, en Forest Hills (Queens).

### Renuncia
En 2021, presentó su renuncia como lo establece el Código de Derecho Canónico. El 30 de marzo de 2022, el papa Francisco aceptó su renuncia como obispo auxiliar.